# 亨德里克·韋德·波德
亨德里克·韋德·波德（1905年12月24日—1982年6月21日），是荷兰裔美国工程师、科学家、发明家和作者。

## 生平
1905年出生在威斯康星州麦迪逊，父亲是伊利诺伊大学厄巴纳-香槟分校的一名教授。1924年和1926年分别获得俄亥俄州立大学学士和硕士学位。后进入贝尔实验室并攻读哥伦比亚大学博士学位。他是现代控制理论和电子通信的开拓者，他革新了所在领域的研究内容和方法论。